# Четиридесет и първи пехотен полк
Четиридесет и първи пехотен полк е български пехотен полк, формиран през 1912 година и взел участие в Балканската (1912 – 1913), Междусъюзническата (1913), Първата (1915 – 1918) и Втората световна война (1941 – 1945).

## Формиране
Четиридесети пехотен беломорски полк е формиран на 18 септември 1912 година в Бургас от състава на 24-ти пехотен черноморски и 11-и пехотен сливенски полк.

## Балкански войни (1912 – 1913)
Полкът взема участие в Балканската (1912 – 1913) и Междусъюзническата война (1913), след което на 6 август 1913 се завръща в Бургас и е демобилизиран.

## Първа световна война (1915 – 1918)
Полкът е отново формиран за участие в Първата световна война (1915 – 1918) в периода 10 – 16 октомври 1915 година в София, този път от състава на 1-ви пехотен софийски и 6-и пехотен търновски полк. Влиза в състава на 3-та бригада на 1-ва пехотна софийска дивизия.
При намесата на България във войната полкът разполага със следния числен състав, добитък, обоз и въоръжение:
| Числен състав                                       | Добитък              | Обоз     | Въоръжение                           |
| --------------------------------------------------- | -------------------- | -------- | ------------------------------------ |
| Офицери: 52 Чиновници: 3 Подофицери и войници: 3231 | Коне: 438 Волове: 48 | Коли: 52 | Пушки и карабини: 2829 Картечници: 4 |

На 3 октомври 1918 година, съгласно клаузите на Солунското примирие, попада във френски плен при Кичево.
На 28.11.1944 г. се формира за участие във втората фаза на Отечествената война, към състава на 11-а пех. дивизия. Участва в боевете при Драва. От м. ноември 1944 г. към полка се зачисляват доброволци и гвардейци от 1-ви и 6-и пех. полк. На 26.06.1945 г. демобилизира и се разформира.

## Втора световна война (1941 – 1945)
Полкът е многократно формиран и разформиран за участие във Втората световна война (1941 – 1945), като това се случва в периодите (5 февруари – 26 октомври 1939, 5 февруари – 30 септември 1941, 4 юли 1943 – 15 юли 1944 и 28 ноември 1944 – 26 юни 1945), като е на Прикриващия фронт и при Беломорието. Последното му формиране на 28 ноември 1944 е във връзка с участието му във втората фаза на заключителния етап на войната, като към полка се присъединяват доброволци и гвардейци от 1-ви пехотен софийски и 6-и пехотен търновски полк. Влиза в състава на 11-а пехотна дивизия и взема участие в Дравската операция (6 – 21 март 1945). От ноември 1944 г. към полка се зачисляват доброволци и гвардейци от 1-ви пехотен софийски полк и 6-и пехотен търновски полк. На 26 юни 1945 е демобилизиран и разформирован.

## Командири
Званията са към датата на заемане на длъжността.
| №  | звание       | име                 | дати                          |
| -- | ------------ | ------------------- | ----------------------------- |
| 1. | Подполковник | Стоян Филипов       | Балканска война               |
| 2. | Подполковник | Петър Рачев         | Първа световна война          |
| 3. | Полковник    | Хараламби Тошков    | към 31 август 1916            |
| 4. | Подполковник | Христофор Серафимов | между 1936 и 1938             |
| 5. | Подполковник | Иван Дяковски       | 28 ноември 1944 – 26 юни 1945 |

## В художествената литература
В Балканската война Йордан Йовков е командир на рота в 41 полк. Някои от действията на полка са пресъздадени с документална точност в очерците му „Паметният ден“ (1913), „Отвъд“ (1913), „Първата победа“ (1914), „Кайпа“ (1914), „Пред Одрин“ (1914). Преживяванията на Йовков по време на службата му в полка са отразени и в други произведения.